# Cornelia Manikowsky
Cornelia Manikowsky (* 3. Dezember 1961 in Hamburg) ist eine deutsche Schriftstellerin.

## Leben
Cornelia Manikowsky studierte nach dem Besuch einer Kunsthochschule in Holbæk (Dänemark) Germanistik, Geschichte und Psychologie an der Universität Hamburg. Sie war als wissenschaftliche Mitarbeiterin an einem geschichtswissenschaftlichen DFG-Projekt tätig und wirkte freiberuflich als Seminarleiterin und Lehrbeauftragte in den Fächern Literatur und Geschichte an der Universität Hamburg. Seit 1988 veröffentlicht sie literarische Arbeiten. Sie lebt in Hamburg.
Cornelia Manikowsky ist Verfasserin von Kurzprosa, erzählerischen Werken, Kinderbüchern und Essays.
Sie erhielt u. a. folgende Auszeichnungen: 1988 und 1995 einen Förderpreis für Literatur der Freien und Hansestadt Hamburg, 1990 das Stipendium der Kärntner Industrie beim Ingeborg-Bachmann-Wettbewerb in Klagenfurt, 1995 ein Aufenthaltsstipendium des Literarischen Colloquiums Berlin, 1996 ein Aufenthaltsstipendium der Akademie Schloss Solitude in Stuttgart, 1996/97 Aufenthaltsstipendium im Künstlerhof Schreyahn, 1999 ein Aufenthaltsstipendium im Maison des Écrivains Étrangeres et des Traducteurs (M.E.E.T.) in St. Nazaire (Frankreich), 2000 ein Aufenthaltsstipendium des Künstlerhauses Lukas in Ahrenshoop sowie 2002 ein Stipendium des Künstlerinnenhofes Die Höge in Bassum, 2012 den Kinder- und Jugendliteraturpreis der SOS-Kinderdörfer, 2015 ein Aufenthaltsstipendium im Château de Justiniac (Frankreich) sowie eines im Brecht-Haus Svendborg (Dänemark). Sie ist Mitglied des PEN Zentrum Deutschland und war im Juni 2022 Gründungsmitglied des PEN Berlin.

## Werke
- Eine Frau und ein Junge. Rotbuch, Berlin 1991, ISBN 3-88022-768-3.
- Rosa Rosa. Rotbuch, Hamburg 1996, ISBN 3-88022-489-7.
- mit Dagmar Deuring: Marguerite Duras. Der Schmerz. Die Liebe. Kinemathek Hamburg, Hamburg 1997.
- Sommergeräusche. Kieler Edition, Kiel 2002, ISBN 3-933598-56-7.
- Die Mutter im Sessel im Krieg. Hans Schiler, Berlin 2011, ISBN 978-3-89930-356-8.
- Glückswolke, geschrumpft. Jugendbuch. Jungbrunnen, Wien 2007, ISBN 978-3-7026-5787-1.
- Hund! Kinderbuch. Mit Bildern von Miriam Zedelius. edition buntehunde, Regensburg 2013, ISBN 978-3-934941-87-8.
- Alles. Kurzprosa. Mit Illustrationen von Muriel Zoe. Verlagsgesellschaft der Stiftung Historische Museen, Hamburg 2017, ISBN 978-3-9817452-7-6.
- Und an die Liebe denke ich. Prosa. Edition Hammer + Veilchen, Hamburg 2017, ISBN 978-3-921249-78-9.
- Kleine Dinge. Mit Lithografien von Muriel Zoe. Verlagsgesellschaft der Stiftung Historische Museen, Hamburg 2021, ISBN 978-3-947178-08-7.
- Von einem Esel träumen. edition offenes feld, Hamburg 2024, ISBN 978-3-7597-5924-5.